# Мориока (княжество)

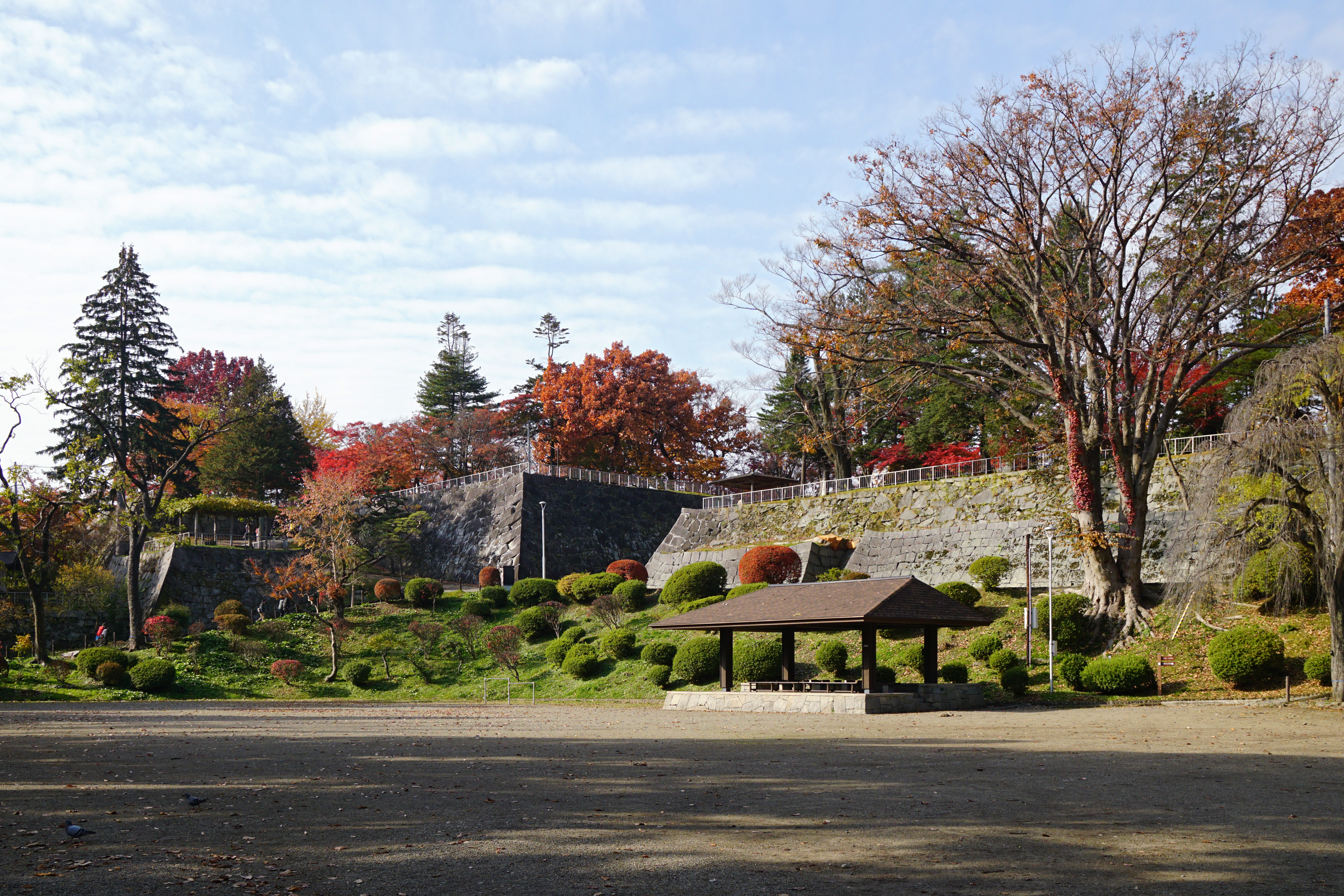
Парк в городе Мориока с руинами замка Морика

Княжество Мориока (яп. 盛岡藩 Мориока-хан), также известно как Княжество Намбу (яп. 南部藩 Намбу-хан) — феодальное княжество (хан) в Японии периода Эдо (1599—1870), в провинции Муцу региона Тосандо на острове Хонсю (современные префектуры Иватэ и Аомори). Княжеством правил род Намбу.
Дочерние княжества:
- Хатинохэ-хан (1664—1871)
- Ситинохэ-хан (1819—1871)

## Краткие сведения
Административный центр княжества: замок Мориока (современный город Мориока, префектура Иватэ).
Доход хана:
- 1590-1600 годы — 100 000 коку риса
- 1600-1868 годы — 200 000 коку
- 1868-1869 годы — 130 000 коку риса

Княжество Мориока возникло в 1599 году. Первым правителем княжества стал Намбу Тосинао (1576—1632), старший сын и преемник Намбо Нобунао (1546—1599). Во время битвы при Сэкигахара Намбу Тосинао перешёл на сторону Токугава Иэясу, который после своей победы утвердил за родом Намбу их родовые владения в провинции Муцу с доходом 100 000 коку.
Род Намбу находился в напряжённых отношениях с соседним родом Цугару, правителями Хиросаки-хана. В 1821 году давний конфликт вспыхнул ещё раз, в связи с инцидентом с Сома Дайсаку (相馬大作事件), когда был сорван заговор Сома Дайсаку, бывшего слуги рода Намбу, покушавшегося на жизнь даймё Хиросаки-хана Цугару Ясутики.
Хотя род Намбу не входил в состав правительства сёгуната Токугава, даймё Мориока-хана вместе с другими областями Северного Хонсю оказывали помощь бакуфу в охране приграничного региона Эдзо (теперь — Хоккайдо).
В середине 1830-х годах Мориока-хан оказался среди многих японских княжеств, которые затронул великий голод Тэмпо.
Во время Войны Босин (1868—1869) княжество Мориока вначале занимало нейтральную позицию. Однако вскоре под руководством даймё Намбу Тосихисы и старейшины рода (каро) Нагаямы Садо хан перешёл на сторону Северного союза японских княжеств, направленных против нового императорского правительства Мэйдзи. Войско Мориока-хана возглавили поход на княжество Акита, которое вышло из Северного союза и перешло на сторону императорского правительства. После завершения гражданской войны императорское правительство значительно снизило рисовый рейтинг княжества в качестве наказания за переход на сторону Северного союза. Род Намбу вынужден был переселиться из своей старой резиденции Мориока в город Сироиси.
Мориока-хан был ликвидирован в 1870 году.

## Правители княжества
- Род Намбу, 1599—1870 (тодзама-даймё)

| №  | Имя                 | Имя      | Годы правления | Годы жизни  | Примечания                                                                                   |
| -- | ------------------- | -------- | -------------- | ----------- | -------------------------------------------------------------------------------------------- |
| 1  | Намбу Тосинао       | 南部利直 | 1599 — 1632    | 1576 — 1632 | Старший сын и преемник Намбу Нобунао                                                         |
| 2  | Намбу Сигэнао       | 南部重直 | 1632 — 1664    | 1606 — 1664 | Третий сын Намбу Тосинао                                                                     |
| 3  | Намбу Сигэнобу      | 南部重信 | 1664 — 1692    | 1616 — 1702 | Пятый сын Намбу Тосинао                                                                      |
| 4  | Намбу Юкинобу       | 南部行信 | 1692 — 1702    | 1642 — 1702 | Старший сын и преемник Намбу Сигэнобу                                                        |
| 5  | Намбу Нобуоки       | 南部信恩 | 1702 — 1705    | 1678 — 1707 | Третий сын Намбу Юкинобу                                                                     |
| 6  | Намбу Тоситомо      | 南部利幹 | 1705 — 1725    | 1689 — 1725 | Младший сын Намбу Юкинобу                                                                    |
| 7  | Намбу Тосими        | 南部利視 | 1725 — 1752    | 1708 — 1752 | Второй сын Намбу Нобуоки                                                                     |
| 8  | Намбу Тосикацу      | 南部利雄 | 1752 — 1779    | 1724 — 1780 | Старший сын Намбу Тоситомо                                                                   |
| 9  | Намбу Тосимаса      | 南部利正 | 1780 — 1784    | 1751 — 1784 | Сын хатамото Намбу Хикокуро и внук 7-го даймё Намбу Тосими                                   |
| 10 | Намбу Тосинори      | 南部利敬 | 1784 — 1820    | 1782 — 1820 | Второй сын Намбу Тосимасы                                                                    |
| 11 | Намбу Тосимити (I)  | 南部利用 | 1820 — 1821    | 1808 — 1821 | Правнук 7-го даймё Намбу Тосими, двоюродный брат 10-го даймё Намбу Тосинори, усыновлённый им |
| 11 | Намбу Тосимити (II) | 南部利用 | 1821 — 1825    | 1803 — 1825 | Правнук 7-го даймё Намбу Тосими                                                              |
| 12 | Намбу Тоситада      | 南部利済 | 1825 — 1847    | 1797 — 1855 | Сын Намбу Тосинори (1746—1814), старшего сына 8-го даймё Намбу Тосикацу                      |
| 13 | Намбу Тоситомо      | 南部利義 | 1847 — 1848    | 1824 — 1888 | Старший сын Намбу Тоситады                                                                   |
| 14 | Намбу Тосихиса      | 南部利剛 | 1848 — 1868    | 1827 — 1896 | Третий сын Намбу Тоситады                                                                    |
| 15 | Намбу Тосиюки       | 南部利恭 | 1868 — 1870    | 1855 — 1903 | Старший сын и преемник Намбу Тосихисы                                                        |